# Dioses del Estadio
Dioses del Estadio (en francés: Dieux du Stade) es el título de dos libros y varios calendarios y DVD publicados por primera vez en 2001, con fotografías de desnudos y semidesnudos de los miembros del Stade Français de París, basado en el top 14 de equipos de rugby franceses. En años más recientes, los jugadores y atletas de otros clubes, tanto de rugby como de otros deportes, han participado. 
Los calendarios y el libro tienen en su mayoría fotografías eróticas de los rugbistas desnudos en blanco y negro. Comenzando con la edición de 2004, también se ha publicado un DVD que cubre el making of del calendario de cada año.

## Recepción
Originalmente creado para caridad, la popularidad de los calendarios ha ido acrecentando la fama del Stade Français, así como del rugby en general, en Francia. Los calendarios son parte de una estrategia de marketing diseñada por Max Guazzini, Presidente del club de rugby y un experto en marketing que construyó el grupo NRJ Radio, que ha utilizado con éxito los calendarios para atraer a un nuevo público para partidos de rugby (en vivo y en la televisión): el de las mujeres.

## Los fotógrafos
- 2001: Kris Gautier
- 2002: Kris Gautier
- 2003: Mathias Vriens
- 2004: François Rousseau
- 2005: Carter Smith
- 2006: Fred Goudon
- 2007: Mariano Vivanco
- 2008: Steven Klein
- 2009: Peter Lindbergh
- 2010: Tony Durán
- 2011: François Rousseau
- 2012: François Rousseau
- 2013: François Rousseau
- 2014: Fred Goudon
- 2015: Fred Goudon

## Productos con licencia
En 2006, una compañía de cosméticos compró una licencia del club para lanzar una línea de productos de cuidado de piel para los hombres. Estos productos llamados en francés "Dieux du Stade" se pueden encontrar únicamente en Francia, y se lanzó en 2007. Llevan nombres vinculados al rugby, como el gel de ducha "Retour au vestiaire" ( que se traduce como: "de Vuelta al casillero").
En 2005, el libro de tapa dura Dieux du Stade: El Equipo Nacional de Rugby francés (publicado por Universal Publishing) fue puesto en venta, el cual contiene fotos por François Rousseau tomadas en su mayoría en el mismo momento del calendario de 2004. En 2010 fotos por Tony Durán tomadas en el mismo momento que las del calendario de ese año fueron publicadas en el libro los Gods of Stadium  (en inglés: Dioses del Estadio), (publicado por Editorial teNeues).